# Kaufland
Kaufland est une chaîne d'hypermarchés allemande fondée en 1984 et basée à Neckarsulm, dans le Bade-Wurtemberg. Elle fait partie du groupe Schwarz (de) à qui appartiennent également les enseignes Lidl et Handelshof.
Elle dispose en 2015, de plus de 1 000 magasins répartis en Allemagne, Bulgarie, Croatie, Pologne, Roumanie, Slovaquie et en Tchéquie.

## Histoire
Le premier magasin de la chaîne a ouvert sous le nom de Handelshof en 1968 à Backnang, en Allemagne.

## Identité

### Logos

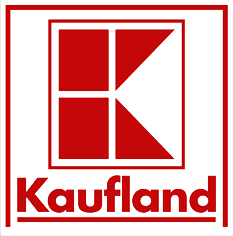
Logo de Kaufland de 1984 à novembre 2016.
Logo de Kaufland depuis novembre 2016.

## Implantations

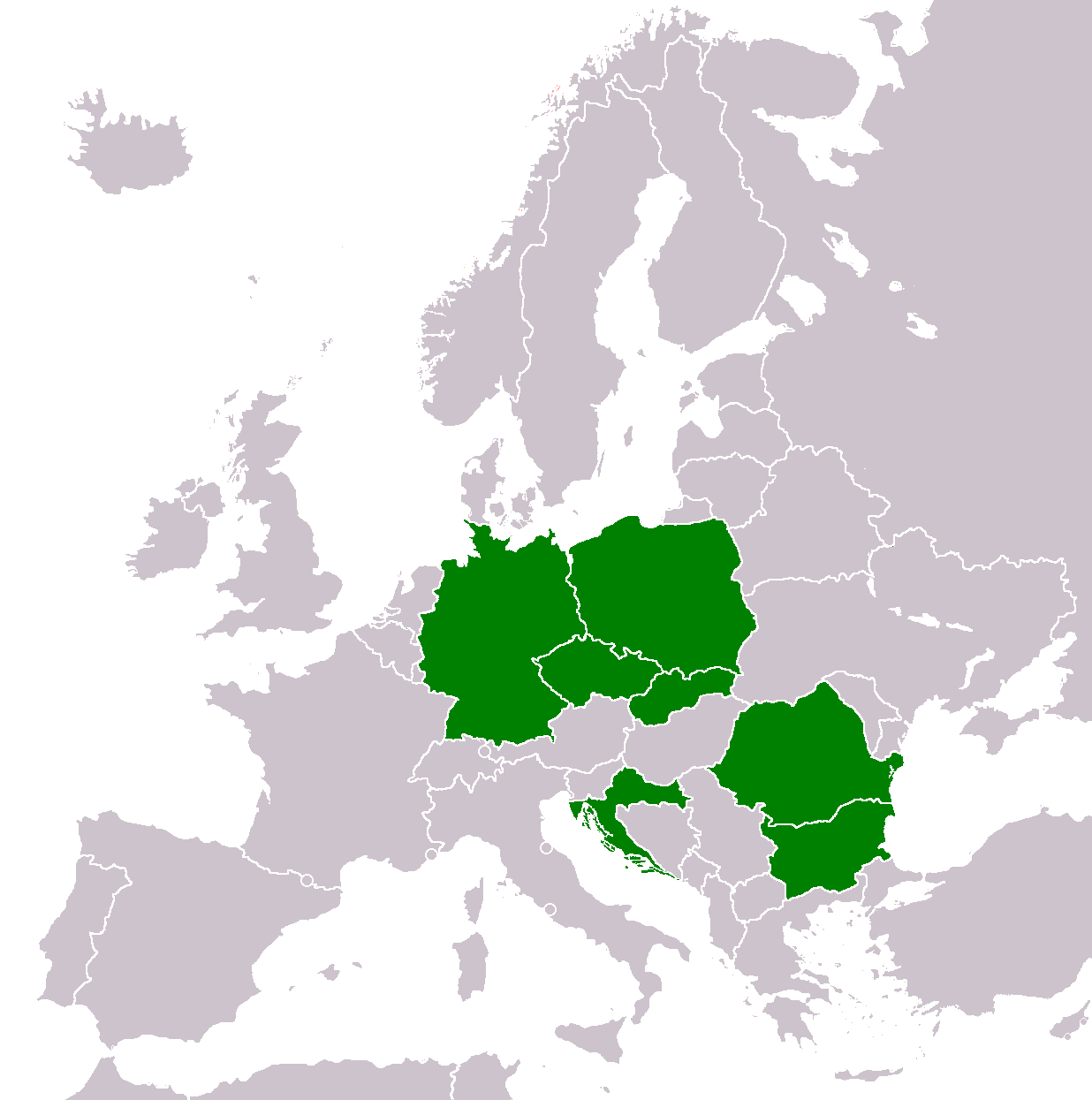
Pays européens où est présent Kaufland au début de 2018.

| Pays      | 1er magasin | Nombre de magasins |
| --------- | ----------- | ------------------ |
| Allemagne | 1984        | 650 (en 2018),     |
| Pologne   | 2001        | 238 (en 2023)      |
| Roumanie  | 2005        | 168 (en 2023)      |
| Tchéquie  | 1998        | 140 (en 2023)      |
| Slovaquie | 2000        | 75 (en 2023)       |
| Bulgarie  | 2006        | 63 (en 2023)       |
| Croatie   | 2001        | 45 (en 2023)       |
| Moldavie  | 2019        | 9 (en 2023)        |